# Zatoka Beninu
Zatoka Beninu (ang. Bight of Benin, fr. Golfe du Bénin) – zatoka na Oceanie Atlantyckim, najdalej na północ wysunięta część Zatoki Gwinejskiej, położona u południowych wybrzeży Ghany, Togo, Beninu i Nigerii. Rozciąga się od przylądka Cape Saint Paul w Ghanie aż do ujścia rzeki Nun w Delcie Nigru, gdzie łączy się z Zatoką Bonny. Z powodu wysokich fal zatoka uchodzi za niebezpieczny obszar dla żeglugi.
Do zatoki uchodzi wiele rzek, w tym Sio, Haho, Mono, Couffo, Ouémé, Benin i Forcados. Główne porty nad zatoką to Lomé, Kotonu, Takoradi, Tema i Lagos.
Nazwa zatoki pochodzi od historycznego Królestwa Benin. Dawniej pływały tędy liczne statki wywożące niewolników na plantacje Nowego Świata, stąd wybrzeże zatoki nazwano Wybrzeżem Niewolniczym. W zatoce wydobywana jest ropa naftowa, szczególnie w delcie Nigru.